# Municipio de Beaver (condado de Carroll)
El municipio de Beaver (en inglés: Beaver Township) es un municipio ubicado en el condado de Carroll en el estado estadounidense de Arkansas. En el año 2010 tenía una población de 1787 habitantes y una densidad poblacional de 27,62 personas por km².

## Geografía
El municipio de Beaver se encuentra ubicado en las coordenadas 36°28′15″N 93°48′7″O / 36.47083, -93.80194. Según la Oficina del Censo de los Estados Unidos, el municipio tiene una superficie total de 64.7 km², de la cual 61,44 km² corresponden a tierra firme y (5,04 %) 3,26 km² es agua.

## Demografía
Según el censo de 2010, había 1787 personas residiendo en el municipio de Beaver. La densidad de población era de 27,62 hab./km². De los 1787 habitantes, el municipio de Beaver estaba compuesto por el 95,91 % blancos, el 0,62 % eran amerindios, el 0,84 % eran asiáticos, el 0,9 % eran de otras razas y el 1,73 % eran de una mezcla de razas. Del total de la población el 2,18 % eran hispanos o latinos de cualquier raza.